# Auto sacramental
Un auto sacramental es una obra de teatro religiosa, más en concreto una clase de drama litúrgico, de estructura alegórica y por lo general en un acto, con tema preferentemente eucarístico, que se representaba el día del Corpus entre los siglos XVI y XVIII hasta la prohibición del género en 1765. En su forma más común, cada pieza comenzaba con una introducción (loa), un entremés, el auto propiamente y culminaba con una serie de cantos y bailes (mojiganga) que desembocaban en la salida al escenario de los actores o en un final apoteósico.
El auto sacramental usaba un gran aparato escenográfico y las representaciones comprendían en general episodios bíblicos de la religión o conflictos de carácter moral y teológico. Inicialmente eran representados en los templos o pórticos de las iglesias. El más antiguo testimonio del género es el denominado auto o, más exactamente, Representación de los Reyes Magos, de 1145. Después del Concilio de Trento, numerosos autores, especialmente del Siglo de Oro español (siglos XVI y XVII), escribieron autos destinados a consolidar el ideario de la Contrarreforma; entre ellos se destacan: Pedro Calderón de la Barca, Tirso de Molina, Lope de Vega, etc. La Ilustración más activa del siglo XVIII los combatió y consiguió prohibirlos.

## Historia

### Orígenes medievales
El auto era en su origen una representación teatral medieval tanto de índole religiosa como profana. En la Edad Media recibían también la denominación de misterios o moralidades, sobre todo cuando trataban de tema religioso; desde la segunda mitad del siglo XVI empezaron a llamarse autos sacramentales.
El origen del auto alegórico, aún no concretado al tema del Corpus Christi, hay que buscarlo, aunque con limitaciones, en el Auto de la Pasión de Lucas Fernández, compuesto hacia 1500. Alguna innovación que Fernández introduce con respecto a los procedimientos de Juan del Enzina es aprovechada después por Gil Vicente en su Auto pastoril castelanho (1502); otro paso más lo da el autor portugués en el Auto de la sibila Casandra, en el que abandona la sumisión a límites cronológicos. Además, según el hispanista Ludwig Pfandl, los autos sacramentales
Son los únicos dramas verdaderamente simbólicos. Presentan la vida alegórica y, por tanto, perceptible por los sentidos, al conjunto dogmático del Catolicismo; contienen el mundo y la naturaleza, los afectos y los sentimientos, la inteligencia, la voluntad y la imaginación como potencias del alma, la historia religiosa y la profana, el pasado, el presente y el futuro como el conjunto de la Iglesia, purgante, militante y triunfante, bajo el techo protector de aquella catedral de ideas; juntan el universo y la humanidad en una gran parábola.
No hay, propiamente, un auto sacramental consagrado a la festividad del Corpus Christi hasta la Farsa sacramental de Hernán López de Yanguas (1520-1521) y una anónima Farsa sacramental de 1521. La de Yanguas es una adaptación del drama litúrgico de Navidad a fines eucarísticos. Se representó durante la fiesta del Corpus de aquel año. Desde luego resulta fundamental que, en 1551, el Concilio de Trento, en la sesión XIII del 11 de octubre —con una predominante composición española— recomienda:
Que se celebre la fiesta del Corpus como manifestación del triunfo de la verdad sobre la herejía y para que se confundieran los enemigos del Sacramento viendo el regocijo universal de la iglesia.
En 1557 se publican póstumamente las 28 obras de Diego Sánchez de Badajoz bajo el título Recopilación en metro. Diez de ellas se suponen destinadas a ser representadas en la capital extremeña el día de la festividad del Corpus: Farsa del Santísimo Sacramento, Farsa de la iglesia, etc.

### Auge durante el Siglo de Oro
La trayectoria del auto empieza a coger mayor auge entre 1525 y 1550. El citado Diego Sánchez de Badajoz es el primero en perfilar verdaderamente una acción eucarística, aunque se limita a narrarla y no hace intervenir personajes alegóricos; otro jalón más lo marca el Auto de los hierros de Adán del Códice de Autos Viejos, porque el único personaje real es Adán, que se mueve entre diez símbolos personificados (el Libre Albedrío, el Deseo, el Trabajo, la Ignorancia, la Fe, la Sabiduría, la Esperanza, la Caridad, el Error y la Misericordia). La enumeración de estos personajes ilustra la panoplia de papeles abstractos que legará a alcanzar el auto en el siglo que va desde 1550 a 1650. Asimismo, hay que destacar los nombres de Juan de Timoneda, cuyas piezas suponen un perfeccionamiento de las antiguas farsas sacramentales y el impulso definitivo para el asentamiento del género sacramental en España. Vendrán luego Lope de Vega, que usa la música con funciones significativas y no solo decorativas, tramoyas y vestuario, etc.; Antonio Mira de Amescua, Tirso de Molina, que supone un estadio intermedio entre las primeras fases del auto sacramental y la etapa de auge calderoniano, y José de Valdivielso como precursores del gran maestro del género, Pedro Calderón de la Barca. Posteriormente, una serie de escritores epigonales cultivaron aún el auto, pero sin el mismo éxito. Entre estos se encuentran: Francisco Rojas Zorrilla, Agustín Moreto, Francisco Bances Candamo y sor Juana Inés de la Cruz.

### Declive durante la Ilustración
Los autos sacramentales fueron haciéndose cada vez menos narrativos y, a consecuencia de las conclusiones contrarreformistas del Concilio de Trento, los dramaturgos fueron intensificando sus contenidos doctrinales y alegóricos hasta que autores como Pedro Calderón de la Barca les dieron su forma definitiva en el siglo XVII. En su forma clásica, el auto sacramental desarrolla una auténtica psicomaquia entre personajes simbólicos que encarnan conceptos abstractos o sentimientos humanos en medio de un lujoso aparato escenográfico para desarrollar una idea alegórica de carácter teológico o incluso filosófico, a veces. Lope de Vega, a comienzos de la configuración del género, en una loa entre un villano y un labrador, introductoria del auto El dulce nombre de Jesús, lo define así:
Y ¿qué son autos?- Comedias / a honor y gloria del pan / que tan devota celebra / esta coronada Villa / por su alabanza sea / confusión de la herejía / y gloria de la fe nuestra / todas historias divinas
Pedro Calderón de la Barca arriesgó una definición del género más precisa y ya clásica en la loa de La segunda esposa:
Sermones / puestos en verso, en idea / representable cuestiones / de la sacra Teología, / que no alcanzan mis razones / a explicar ni comprender / y el regocijo dispone / en aplauso de este día.
Ángel Valbuena Prat refundió estas definiciones en 1924 cuando formuló la siguiente: «Composición dramática en una jornada, alegórica y relativa generalmente a la Comunión». A pesar de que la exaltación de la Eucaristía era el tema central, otros motivos enriquecieron también la nómina de los autos —Sagrada Cena, vidas de santos, episodios del Antiguo Testamento, parábolas evangélicas, sucesos históricos, incluso asuntos sacados de la Mitología—. Los elementos reales fueron perdiendo cada vez más su realidad e incluso su referencia a la temporalidad. El auto sacramental carece de la noción de tiempo, como ha observado acertadamente Bruce W. Wardropper ("The Search for a dramatic formula for the auto sacramental", en PMLA, 1950, LXV, págs. 1196 y ss.) y por eso se constituye en el polo opuesto en cierta medida al entremés, impregnado por todos sus poros de realista vida concreta. Esta irrealidad e inverosimilitud impulsó el ataque de los autores del Neoclasicismo y la Ilustración en el siglo XVIII: en 1749 Blas Antonio de Nasarre, en el prólogo a su edición de las comedias de Cervantes, dice que los autos sacramentales son una "interpretación cómica de las Sagradas Escrituras, llena de alegorías y metáforas violentas, de anacronismos horribles". En 1762, José Clavijo y Fajardo dice que las piezas sacramentales son irreverentes y blasfemas, y que perjudican las "buenas costumbres". En 1764, Nicolás Fernández de Moratín cuestiona los valores literarios y doctrinales del género sacramental y se pregunta: "¿Es posible que hable la primavera? ¿Ha oído usted en su vida una palabra al Apetito?..."; todo esto deparó que se prohibieran por Real Cédula el 11 de junio de 1765.
Hubo un gran debate en la España de la Ilustración, en realidad una sección de un debate mayor sobre la reforma del teatro, acerca de la conveniencia o no de los autos sacramentales; los ilustrados obtuvieron un gran triunfo con su prohibición en 1765 después de dos siglos. En el ataque contra los autos sacramentales se distinguieron especialmente los ilustrados José Clavijo y Fajardo y Nicolás Fernández de Moratín, protegidos por el conde de Aranda; entre quienes los defendían estaban Francisco Mariano Nifo y el casticista aragonés Juan Cristóbal Romea y Tapia. A pesar de ello, algunos autores modernos, en particular los de la Generación del 27 y posteriores, han intentado revitalizar y resucitar el género, a veces desacralizándolo: Rafael Alberti, con El hombre deshabitado y Miguel Hernández, con Quién te ha visto y quién te ve y sombra de lo que eras, escribieron autos sacramentales y más modernamente, Gonzalo Torrente Ballester.

## Clasificación
Ignacio Arellano distingue las siguientes clases de auto sacramental según su temática: 
- Autos filosóficos-teológicos (El gran teatro del mundo, El gran mercado del mundo)
- Autos mitológicos (El divino Jasón)
- Autos bíblicos (La cena del rey Baltasar)
- Autos de circunstancias (El Año Santo de Roma)
- Autos hagiográficos y marianos (El santo rey don Fernando, A María el corazón)